# Вернись, моя любовь
«Вернись, моя любовь» (англ. Lover Come Back) — кинофильм режиссёра Делберта Манна, вышедший на экраны в 1961 году. Лента получила номинации на премию «Оскар» за лучший оригинальный сценарий и на премию «Золотой глобус» за лучшую мужскую роль второго плана (Тони Рэндалл).

## Сюжет
Джерри Вебстер и Кэрол Темплтон — сотрудники конкурирующих рекламных агентств, придерживающиеся абсолютно противоположных методов ведения бизнеса. Кэрол — профессионал до мозга костей, добивающаяся успеха за счёт креативности и детальной проработки стратегии рекламной кампании. Джерри достигает заключения контрактов, устраивая своим клиентам шумные вечеринки с обильными возлияниями в компании красивых женщин. Хотя Кэрол никогда не видела своего противника, она считает его обладателем всех самых низменных качеств и объявляет ему войну. Вскоре она узнаёт о таинственном продукте под названием VIP, который собирается рекламировать Джерри, и решает во что бы то ни стало перехватить этот контракт. Кэрол не знает, что этого товара вовсе не существует: он был придуман Вебстером, чтобы успокоить одну начинающую актрису, и по оплошности президента фирмы Питера Рэмзи запущен в рекламную кампанию. Теперь Джерри должен срочно придумать VIP, для чего он обращается к гениальному химику-затворнику Лайнусу Тайлеру. Тем временем Кэрол, разыскивающая следы несуществующего продукта, выходит на доктора Тайлера, однако по чистой случайности принимает за химика самого Вебстера. Последний не прочь поводить Кэрол за нос и принимается разыгрывать роль неопытного в житейских делах учёного...

## В ролях
- Рок Хадсон — Джерри Вебстер
- Дорис Дэй — Кэрол Темплтон
- Тони Рэндалл — Питер Рэмзи
- Эди Адамс — Ребел Дэвис
- Джек Оуки — Пакстон Миллер
- Джек Крашен — доктор Лайнус Тайлер
- Энн Дейвис — Милли
- Говард Сент-Джон — Джон Брэкетт
- Джо Флинн — Хэдли
- Джек Альбертсон — Фред